# トルニンパルテ
トルニンパルテ（イタリア語: Tornimparte）は、イタリア共和国アブルッツォ州ラクイラ県にある、人口約3,200人の基礎自治体（コムーネ）。

## 地理

### 位置・広がり

#### 隣接コムーネ
隣接するコムーネは以下の通り。括弧内のRIはリエーティ県（ラツィオ州）所属を示す。
- ボルゴローゼ (RI)
- フィアミニャーノ (RI)
- ラークイラ
- ルーコリ
- ペスコロッキアーノ (RI)
- スコッピート

## 行政

### 分離集落
トルニンパルテには、以下の分離集落（フラツィオーネ）がある。
- Barano, Capo La Villa, Case Tirante, Castiglione, Colle Farelli, Colle Farnio, Colle Fiascone, Colle Marino, Colle Massimo, Colle Perdonesco, Colle Santa Maria, Colle San Vito, Forcelle, Molino Salomone, Palombaia, Piagge, Pianelle, Piedi La Costa, Piedi la Villa, Rocca Santo Stefano, San Nicola, Viaro, Villagrande (sede comunale)